# Original Alpenland Quintett
Das Original Alpenland Quintett war eine volkstümliche Musikgruppe aus Tirol in Österreich. Frontmann war Sepp Silberberger.

## Werdegang
Gründer Sepp Silberberger spielte bereits als Teenager in einer volkstümlichen Band, aus der schließlich zunächst die Dorfspatzen hervorging. Diese Gruppe spielte häufig in Westendorf. Es folgte das Edelweiß Sextett aus Schwoich. Hinzu kam eine musikalische Fusion mit den Tonsteinermusikanten. Im Jahr 1974 gründete er zusammen mit Hans Fritz, Rudi Margreiter, Seppi Oberhofer und Peter Furtner das Alpenland Quintett, das sich bald den Zusatz „Original“ gab. Wie häufig bei solchen Projekten wechselte die Besetzung regelmäßig.
Das Original Alpenland Quintett war eine der ersten Bands der volkstümlichen Unterhaltung, die Elemente der Volksmusik mit modernen Klängen und Instrumenten verband. Sie war vor allem in der Schweiz erfolgreich, wo sie einige Male in den Charts vertreten war und auch mehrere Goldene Schallplatten erhielt. Die Gruppe spielte in ganz Europa und war auch in diversen Fernsehsendungen der volkstümlichen Musik zu sehen. Ihre erfolgreichsten Titel sind Frau Meier, Ist das ein Sauladen hier oder auch Der Alpenrap. Die Lieder waren zum Teil sehr schlüpfrig.
Im Laufe ihrer 25-jährigen Karriere veröffentlichte die Band 38 Tonträger. Im Jahre 2000 verabschiedeten sie sich mit einer Doppel-CD.
Der Leadsänger Sepp Silberberger tourte anschließend mit dem Trio Alpenland Sepp & Co., die bis 2019 aktiv waren.

## Erfolge
- 4 mal Gold (in der Schweiz)
- 2 mal Goldene Spule
- Silbernes Edelweiß
- Auszeichnung Eurostar

## Diskografie

### Alben
- 1975: A so a Almpartie (noch als Orig. Alpenland Sextett)
- 1978: Mausig schaut mei Alte aus
- 1978: Guten Morgen – 14 tolle Stimmungshits
- 1979: Sie laßt uns nit …,
- 1981: Die größten Erfolge des Alpenland Quintetts
- 1981: Orig. Alpenland Quintett
- 1982: Die 20 größten Erfolge des Orig. Alpenland Quintetts
- 1982: Polkas für schnelle Beine
- 1984: Jubiläumsfest
- 1985: Wilde Rosen (mit der Schwiizer Super Ländler Kapelle)
- 1986: Frau Wirtin, noch ein Bier
- 1986: Orig. Alpenland Quintett
- 1987: Alls oder nix (CH Gold)[3]
- 1987: 20 Volltreffer
- 1988: Im Tal der Silbertannen
- 1988: Herz isch Trumpf
- 1988: Jägerball im Zillertal (CH Gold)
- 1989: Eine Liebe ohne Tränen
- 1989: Wir feiern Jubiläum (CH Gold)
- 1990: 5 Jahre …, (1974–1989)
- 1990: Humor und Fröhlichkeit
- 1991: Ich bin frei und noch zu haben
- 1991: Nur mit Dir
- 1991: Ein Tiroler auf St.Pauli
- 1991: Jetzt geht’s rund
- 1991: Jeder Tag ein Feiertag
- 1992: Mir Tiroler sein lustig
- 1992: Schlag auf Schlag
- 1993: Flott und romantisch
- 1993: Hip-Hop im Alpenland
- 1994: Live – Ihre größten Hits
- 1994: Total verrückt (CH Gold)
- 1995: Bärenstark
- 1995: Die größten Erfolge des Alpenland Quintett
- 1995: Jetzt geht’s los
- 1995: Frisch, fröhlich, frech
- 1996: Wilde Rosen aus der Heimat
- 1996: Gold – Ihre größten Erfolge
- 1996: Feucht und fröhlich
- 1997: Winterstimmung
- 1997: Einfach stark
- 1998: Vollgas
- 1998: Witzparade mit den Original Alpenland Quintett
- 1999: 25 Jahre Live
- 1999: Romeo, der küsst noch immer
- 2000: Hallo Freunde
- 2000: 40 Top Hits (Doppel-CD)
- 2000: Carmen Nebel präsentiert
- Unbekanntes Jahr: Guten Morgen (14 tolle Stimmungshits) (mit Moidl Schmiedbauer)
- Unbekanntes Jahr: Frau Meier
- Unbekanntes Jahr: Fensterl'n Im Alpenland
- Unbekanntes Jahr: Polkas für schnelle Beine
- Unbekanntes Jahr: Mausig schaut mei Alte aus
- Unbekanntes Jahr: Jubiläumsfest
- Unbekanntes Jahr: Mir Tiroler sein lustig

### Singles
- 1977: Mensch Meiser
- 1978: Bumms Hollaradio!!
- 1978: Mausig schaut mei Alte aus
- 1979: Guten Morgen
- 1979: A so a Rausch / Ein Tiroler auf St. Pauli
- 1981: Yankowic-Polka
- 1986: Dalli, Dalli / Gockel-Walzer
- 1987: Frau Meier
- 1989: Wer nie geliebt hat
- 1991: So schön kann Musik sein
- 1991: Du bist noch zu jung...
- 1991: 1000 Kisses
- 1991: Ein kleines Kompliment
- 1992: Anja, sag endlich mal zu einem Mann ja
- 1993: Hüttenabend-Charleston
- 1994: Hip-Hop im Alpenland
- 1994: mir gehn nit hoam
- 1995: Hey du, bleib cool
- 1995: Kimm umma auf die Sunnseit'n
- 1995: I bin a Bergeskind
- 1995: So geht’s a net
- 1998: Juche, jetzt kimmt der Schnee
- Unbekanntes Jahr: Die Mama Sagt Zum Papa / An Rausch Im G’sicht
- Unbekanntes Jahr: Du wenn d’mi nimmer magst
- Unbekanntes Jahr: Eseltanz
- Unbekanntes Jahr: Lecko mio
- Unbekanntes Jahr: Tepperter Bua
- Unbekanntes Jahr: Im Tal der Sibertannen
- Unbekanntes Jahr: Lederhosen-Jodler
- Unbekanntes Jahr: Ist das ein Sauladen hier
- Unbekanntes Jahr: Jägerball im Zillertal
- Unbekanntes Jahr: Wir feiern Jubiläum
- Unbekanntes Jahr: In Afrika ist Muttertag
- Unbekanntes Jahr: I brauch Musik zum leb’n
- Unbekanntes Jahr: I bin da Sepp
- Unbekanntes Jahr: Oh, Rosita
- Unbekanntes Jahr: Tirol, Tirol
- Unbekanntes Jahr: Papagalli
- Unbekanntes Jahr: Einen Fünfziger und ein Bier